# Viên Khả Lập
Viên Khả Lập (giản thể: 袁可立; phồn thể: 何植; bính âm: He Zhi; 1562 – 1633), tự Lễ Khanh (礼卿)，hiệu Tiết Hoàn (節寰), là quan viên, chiến lược gia nhà Minh trong lịch sử Trung Quốc. Viên Khả Lập phụng sự bốn đời vua Vạn Lịch, Thái Xương, Thiên Khải, Sùng Trinh, nhiều lần đề xuất chiến lược tấn công vào hậu phương của Hậu Kim, khiến cho Hậu Kim gặp thiệt hại vô cùng lớn. Đến khi nhà Thanh chiếm lĩnh Trung Nguyên, dùng án văn tự hủy diệt toàn bộ dấu ấn của Viên Khả Lập. Tiết Hoàn Viên công hành trạng viết về tiểu sử ông bị Càn Long ban hành lệnh cấm, cùng với Nhạc Ngạc vương tinh trung từ ký kể về tiểu sử Nhạc Phi.